# Disneymania 4
DisneyMania 4 – czwarta płyta z serii DisneyMania. Na albumie zadebiutowało wiele nowych gwiazd Disney Channel, takich jak Miley Cyrus z serialu Hannah Montana oraz Dylan i Cole Sprouse z serialu Nie ma to jak hotel, a także artyści jak Jonas Brothers, Teddy Geiger i B5. Płyta uzyskała tytuł złotej, zajęła wysokie miejsce na amerykańskiej liście przebojów i sprzedała się w nakładzie 717 000 sztuk.

## Lista utworów
1. Gwiazdy Disney Channel – „A Dream Is a Wish Your Heart Makes” (Kopciuszek)
2. Miley Cyrus – „Zip-a-Dee-Doo-Dah” (Song of the South)
3. The Cheetah Girls – „If I Never Knew You” (Pocahontas)
4. B5 – „Who’s Afraid Of The Big Bad Wolf” (Trzy Małe Świnki)
5. Christina Aguilera – „Reflection” (Remix) (Mulan)
6. Jesse McCartney – „I'll Try” (Piotruś Pan: Wielki powrót)
7. Everlife – „Look Through My Eyes” (Mój brat niedźwiedź)
8. Anneliese van der Pol – „Candle On The Water” (Pete’s Dragon)
9. Teddy Geiger – „You’ll Be in My Heart” (Tarzan)
10. Jonas Brothers – „Yo Ho (A Pirate's Life For Me)” (Piraci z Karaibów)
11. Ashley Tisdale feat. Drew Seeley – „Someday My Prince Will Come” (Królewna Śnieżka i siedmiu krasnoludków)
12. Baha Men – „Bahama Roller Coaster Ride” (Lilo i Stich)
13. Sara Paxton – „Can You Feel The Love Tonight” (Król lew)
14. Orlando Brown – „Super Cali” (BoiOB mix) (Mary Poppins)
15. Devo 2.0 – „Monkey’s Uncle” (The Monkey’s Uncle)
16. Skye Sweetnam – „Cruella De Vil” (101 dalmatyńczyków) *Bonusowy utwór
17. K-Ci & JoJo – „Go The Distance” (Herkules) *Bonusowy utwór

## Single
1. „A Dream Is a Wish Your Heart Makes” Gwiazdy Disney Channel
2. „Who’s Afraid of the Big Bad Wolf” B5
3. „If I Never Knew You” The Cheetah Girls
4. „Super Cali (BoiOB Version)” Orlando Brown

## Teledyski
1. „A dream is a wish your heart makes” Gwiazdy Disney Channel
2. „If I never knew you” The Cheetah Girls
3. „Who’s Afraid of the Big Bad Wolf” B5